# Стогодишно чудо
„Стогодишно чудо“ (на турски: Yuz Yillik Mucize) е турски сериал, създаден през 2023 година.

## Сюжет
Действието в сериала се развива в 3 времеви периода. Първият е за полковник Али Тахир, който се сражава при Сакария. Една нощ той заспива на фронта и затова много войници умират, а самия той е смъртоносно ранен. Докато изживява последните си мигове, съдбата се смилява над него и му дава втори шанс – чрез „Водата на живота“. От този ден, полковника не може да остарее и не може да заспи дълбок сън. Халил /оцелял войник/ запознава Али Тахир с Лейля /жената на Али Тахир/ и първи разбира, че той не остарява. Една вечер, Халил е на гости при Али Тахир и Лейля и казва, че полковника е измислил хапче за безсмъртие. От тази вечер Лейля изпада в депресия и се самоубива. Али Тахир има две деца. След като Лейля умира Халил затваря полковника и децата му в лаборатория за изследвания. След като се измъкват Али Тахир разбира, че децата му са болни от туберкулоза и умират. Години по-късно полковника е променил името си на Ешреф. Той се запознава с учителката Сюрея и те се влюбват. Но щастието им скоро е помрачено, защото Сюрея намира снимка на полковника с Леля и децата му и го гони от конака. Ешреф е обвинен в „Предател на Родината“ и след 2 години се връща при Сюрея, но тя го предава. Той отново бяга и публикува некролога си. И така в наши дни Али Тахир отново си е променил името на Кемал. Той се запознава с писателката Харика. Тя е завършила право, но иска да стане писателка. Харика пътува за градчето Гюджек, за да измисли сюжет на първия си роман с моторна лодка, но тя закъсва в морето и Кемал я открива. Той ѝ разказва историята си, но не казва, че е той /нарича героя си Мехмед/. Точно в този ден Кемал е решил да сложи край на живота си, но той вижда бъдещето си с Харика и не го прави.

## Излъчване
| Сезон | Епизоди | Начало на сезона | Край на сезона | ТВ канал | Ден       |
| ----- | ------- | ---------------- | -------------- | -------- | --------- |
| 1     | 13      | 23 март 2023     | 15 юни 2023    | Star TV  | четвъртък |

## Актьорски състав
- Биркан Сокуллу – Али Тахир / Ешреф / Кемал
- Ебру Шахин – Харика
- Зерин Текиндор – Сюрея
- Неджип Мемили – Тургут
- Айшегюл Дженгиз Акман – Саджиде
- Хюмейра Акбай – Зерин
- Гъозде Седа Алтунер – Айфер
- Ялчън Хафъзоглу – Джем
- Джемре Гюлеми – Сюрея
- Буржду Каврар – Джанан
- Нур Бенги – Зерен
- Зехра Келледжи – Серай
- Еджем Чалхан – Мирай
- Асли Тунар – Нихан
- Лачин Джейлан – Мюдже
- Миро Гереде – Ефе